# Frank Sturing
Frank Sturing (ur. 29 maja 1997 w Nijmegen) – kanadyjski piłkarz pochodzenia holenderskiego występujący na pozycji środkowego obrońcy, reprezentant Kanady, od 2024 roku zawodnik York United.
Jego dziadkowie wyemigrowali z Holandii do Kanady, gdzie urodził się jego ojciec. Następnie rodzina wróciła do Holandii.